# Lelydorp
Lelydorp est la capitale du district de Wanica au Suriname. La ville est peuplée d'environ 20 000 habitants et est située à 9 mètres d'altitude. Il s'agit de la deuxième plus grande ville du Suriname après la capitale du pays, Paramaribo.
Son nom d'origine était Kofi Djompo, elle fut renommée en référence à Cornelis Lely, gouverneur colonial hollandais du Suriname en 1905. Lely fut responsable de plusieurs importants travaux hydrauliques aux Pays-Bas.
Le nom de Kofi Djompo faisait référence à un leader des nègres marrons appelé Kofi, qui fut capturé par les Hollandais puis décapité. Les Hollandais mirent sa tête sur une perche fichée dans un bateau comme avertissement aux esclaves qui s'étaient enfuis et erraient dans la forêt. Il est dit que, lorsque l'embarcation arriva au milieu de la rivière, la tête de Kofi « sauta » en dehors du bateau et disparut. « Kofi » signifie « né un vendredi ». « Djombo » veut dire « saut » .
Lelydorp ressemble davantage à un gros village qu'à une cité. Le district de Wanica compte une population d'environ 94 000 habitants en 2012 et couvre une surface de 442 km2. Avec cette population, Wanica est l'un des districts les plus peuplés et urbanisés du Suriname. Le district de Wanica est divisé en plusieurs juridictions : De Nieuwe Grond, Domburg, Houttuin, Koewarasan, Kwatta, Lelydorp et Saramacca Polder. Dans les années 1950, un centre médical faisant fonction de mini-hôpital y fut installé.
Lelydorp est aussi le point le plus important à mi-chemin entre Paramaribo et Zanderi, où se trouve l'aéroport Jopie Pengel.
Sa population est composée de Javanais, d'Indiens, de Créoles du Suriname, d'Européens et de Juifs portugais. Le nom des rues et des routes à Lelydorp, tels Dessa et Tawajari sont des noms d'origine indonésienne. La petite rivière appelée Tawajari Creek sépare Lelydorp du district de Saramacca.
Le président du Suriname, Chan Santokhi, est originaire de la ville.

## Galerie

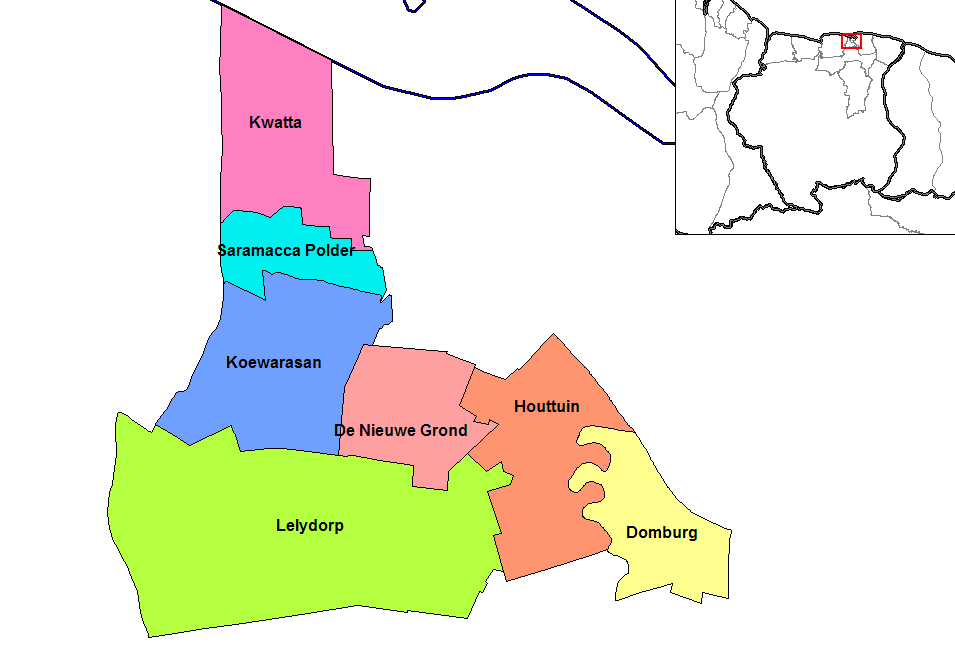
Lelydorp (en vert) au sein du district de Wanica.
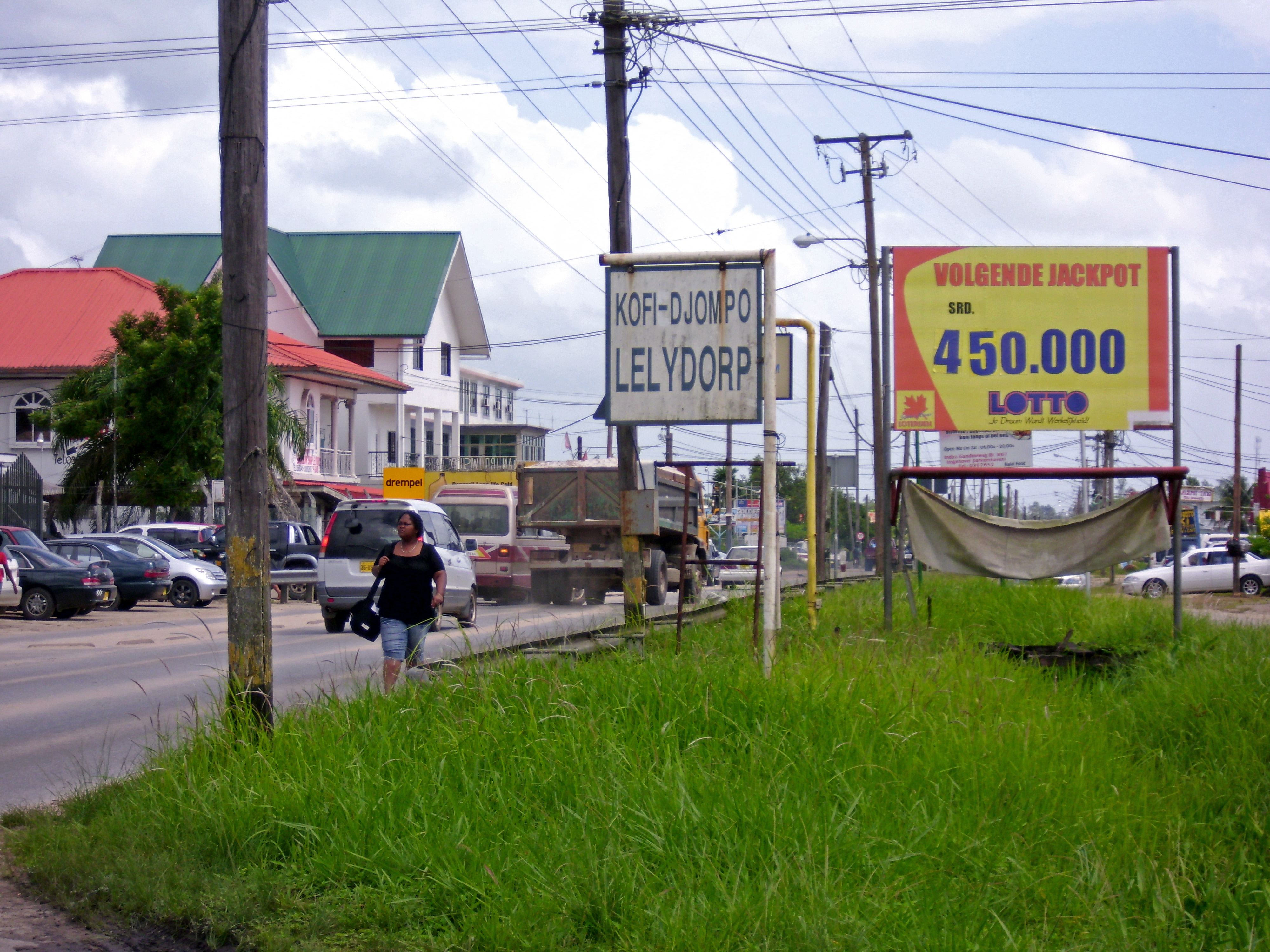
Vue de Lelydorp en 2010.
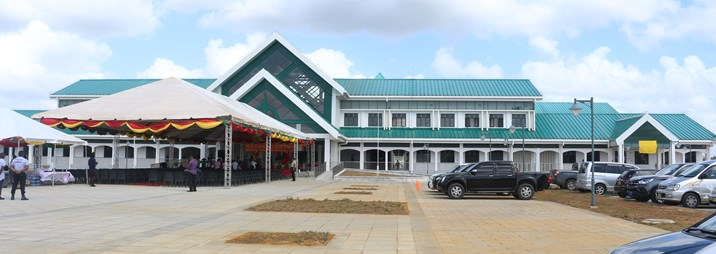
L'hôpital régional de Guanica.